# Vampire Princess Miyu
Vampire Princess Miyu (吸血姫 美夕 Vanpaia Miyu?, Miyu, la princesa vampiro) es un manga de horror japonés que comenzó Narumi Kakinouchi en el año 1988 sacando un solo tomo y que continuó en el año 1998 junto a su marido, Toshiki Hirano. En 1988, fue adaptada a cuatro OVAs y en 1997 a una serie de anime de veintiséis episodios. Los OVAs fueron doblados en catalán y emitidos por el Canal 33.
Tiene una secuela, Shin vampire princess Miyu ( 新・吸血姫美夕?) que se tradujo en España como "Vampire Princess Miyu. La saga de los Shinmas de Occidente" y un spin-off titulado "Vampire Princess Yui".

## Argumento
La historia narra la vida de Miyu, una princesa vampiro cuya misión es dar caza a los shinmas, seres que se apoderan de los cuerpos de los humanos para poder absorber su sangre y energía. Miyu también necesita sangre para vivir pero, a diferencia de los shinma, al beber sangre humana puede convertir a su víctima en vampiro o bien darle un sueño eterno. Miyu suele elegir humanos desesperados que desean morir y les otorga el sueño eterno. Aunque también suele alimentarse de Larva, un shinma que debía matar a Miyu cuando era niña pero que se convirtió en su sirviente y guardián.

## Contenido de la obra

### Manga
El manga consta de 10 tomos que se publicaron originalmente en la revista Akita. Esta serie se publicó en España por Mangaline Ediciones. Los tomos están compuestos por historias cortas y autoconclusivas.
También se publicó otro manga llamado Shin Vampire Princess Miyu que consta de 5 tomos, y otro manga llamado Vampire Princess Yui que también costa de 5 tomos. Estos mangas también fueron publicados en España por Mangaline Ediciones.

#### Publicaciones
| Volumen | España               | España            |
| ------- | -------------------- | ----------------- |
| Volumen | Fecha de publicación | ISBN              |
| 01      | enero de 2002        | 978-84-932125-9-9 |
| 02      | enero de 2002        | 978-84-95941-06-0 |
| 03      | julio de 2002        | 978-84-95941-16-9 |
| 04      | noviembre de 2002    | 978-84-95941-28-2 |
| 05      | abril de 2004        | 978-84-95941-75-6 |
| 06      | mayo de 2004         | 978-84-95941-80-0 |
| 07      | junio de 2004        | 978-84-95941-81-7 |
| 08      | agosto de 2004       | 978-84-95941-82-4 |
| 09      | septiembre de 2004   | 978-84-95941-89-3 |
| 10      | octubre de 2004      | 978-84-95941-98-5 |

| Volumen | España               | España            |
| ------- | -------------------- | ----------------- |
| Volumen | Fecha de publicación | ISBN              |
| 01      | octubre de 2005      | 978-84-96432-90-1 |
| 02      | noviembre de 2005    | 978-84-96432-99-4 |
| 03      | diciembre de 2005    | 978-84-96589-10-0 |
| 04      | enero de 2006        | 978-84-96589-11-7 |
| 05      | febrero de 2006      | 978-84-96589-15-5 |

## Personajes
- Larva. Compañero y guardián de Miyu. Se trata de un Shinma occidental que dejó atrás a sus compañeros tras batirse en duelo con Miyu. Ambos fueron heridos de muerte, pero en el momento en que debían morir, su sangre se fusionó y Larva adquirió la misión de defender a Miyu, y también la de "acabar con su vida cuando ella no pudiese soportar su destino". Al cabo de los años, sus antiguos compañeros regresan a Japón para enfrentarse a Miyu y recuperar a Larva, pero no lo consiguen.
- Reiha. una especie de Yuki-onna, su nombre significa "pluma fría". Compañera cazadora de Shinmas, antagónica de Miyu, Reiha solo quiere capturar más y más Shinmas sin importarle la vida de los humanos. También siente odio hacia Miyu porque su padre murió intentando protegerla.